# フンジュン県
フンジュン県（フンジュンけん、Département de Foundiougne）は、セネガル共和国ファティック州にある県。フンジュン、パシー、ソコンの3市とジロール郡、ニョジョール郡、トゥバクタ郡の3郡からなる。県都はフンジュン。